# صليب سامي
صليب باشا سامي (1891م - 1958م)، سياسي قبطي، تولى منصب الوزارة تسع مرات خلال الفترة من 1933م - حتى 1953م، وكان أول وزير مدني وقبطي لوزارة الحربية والتي انتقل إليها مباشرة بعد وزارته للخارجية.

## حياته
ولد بالقاهرة عام 1885م ونشأ بعدة مدن كان يتنقل فيها مع والده لظروف عمله فقد انتقلت الأسرة إلى بنها ثم دمنهور ثم طنطا، وكانت أسرته من أكبر الأسر القبطية في مصر حيث كانت تمتلك 1500 فدان. التحق صليب سامي بمدرسة دمنهور الأبتدائية عام 1891م ثم ألتحق بالمدرسة التوفيقية بالقاهرة عام 1895م وحصل على شهادة البكالوريا في عام 1901م، ثم التحق بمدرسة الحقوق الخديوية وتخرج في القسم الفرنسى منها عام 1905م وكان ذلك بعد تخرج الزعيم الكبير مصطفى النحاس باشا بأربع سنوات.
بدأ حياته بالأشتغال بالمحاماة ولمع اسمه في هذا المجال واختير وكيلًا لنقابة المحامين عام 1925م وأنضم إلى حزب الأحرار الدستوريين وكان عضوا بمجلس إدارته عام 1926م وخاض الانتخابات البرلمانية في نفس العام، وأنفصل عنه في أوائل الثلاثينيات وانضم إلى حزب الأتحاد.
توفيت زوجته في 19 أبريل 1916م وهي في سن السادسة والعشرين بعد صراع مع المرض تاركة له أربعة أبناء أصغرهم في الثانية، وتوفي ولده راجح في 16 يناير 1945م وهو في سن السادسة والثلاثين.

## مشواره السياسي
عمل صليب سامي مستشارا ملكيا لوزارات الزراعة والمعارف والحربية في 30 يناير 1929م، وكان التقليد في ذلك الوقت يسمح باختيار المستشارين من بين نوابغ المحامين، وبعد عامين أصبح صليب سامي رئيسًا لقسم قضايا المرافعات الأهلية. اختير وزيرًا للخارجية في عهد وزارة إسماعيل صدقي باشا الأولى في يوليو 1933م حتى سبتمبر 1933م، وفي الوزارة التالية وهي وزارة عبد الفتاح يحيى باشا (1933- 1934)، وتولى وزارة الحربية طيلة عهد الوزارة.
بعد نحو ست سنوات شارك صليب سامي في وزارة حسن صبري باشا وزيرًا للتموين من بداية الوزارة في 28 يونيو 1940م، وكان بهذا أول وزير للتموين إذ لم تنشأ تلك الوزارة إلا في ذلك الوقت، وقد استمر حتى 21 سبتمبر 1940م، عندما خرج الوزراء السعديون من الوزارة فترك صليب سامي وزارة التموين وتولى وزارة التجارة والصناعة خلفا لإبراهيم عبد الهادي باشا، على حين خلفه في وزارة التموين عبد المجيد إبراهيم صالح وزير الدولة وكان من الأحرار الدستوريين، واحتفظ صليب سامي بالتجارة والصناعة عند تشكيل وزارة حسين سري باشا الأولى في 15 نوفمبر 1940م وحتى 26 يونيو 1941م، حيث ترك التجارة والصناعة ليتولى الخارجية وكان رئيس الوزراء يتولاها بنفسه، حتى نهاية عهد هذه الوزارة في 13 يونيو 1941م.
في وزارة حسين سري باشا الثانية احتفظ صليب سامي بوزارة الخارجية طيلة عهد الوزارة 31 يوليو 1941 حتى 4 فبراير 1942،والتي حدثت فيها أزمة سياسية كبرى بقطع العلاقات مع حكومة فيشي.
ظل صليب سامي بعيدا عن المناصب الوزارية طيلة حكم الوفد في الفترة من فبراير 1942م حتى أكتوبر 1944م، والأحزاب المؤتلفة من أكتوبر 1944 حتى فبراير 1946، لكنه في نهاية عهد وزارة إسماعيل صدقي في 10 نوفمبر 1946 بالتحديد عاد إلى الوزارة ليتولى وزارة التجارة والصناعة طيلة الشهر الأخير من حكم إسماعيل صدقي.
شكل سرى باشا وزارته الرابعة في نوفمبر 1949م، وتولى صليب سامي فيها وزارة التجارة والصناعة على نحو ما فعل من قبل مع صدقي باشا وسري باشا، ثم يتولى الوفد الحكم في الفترة من 1950م حتى 1952م فلا يكون لصليب سامي نصيب من المناصب الوزارية.
تولى وزارة الزراعة في عهد وزارة علي ماهر باشا الثالثةوالتي تولت في 23 يناير وانتهت في مارس 1952م ويتولى الوزارة لمدة عشرة أيام من 27 يناير 1952 حتى 7 فبراير 1952)، ويكون هذا أول عهده بالعمل مع علي ماهر باشا، وفي 7 فبراير 1952 يتولي وزارة النقل حتى نهاية عهد وزارة على ماهر في أول مارس 1952م، وأستمر في الوزارة التالية كوزير لوزارة الصناعة والتجارة والتموين في وزارة أحمد نجيب الهلالي باشا الأولى والتي تولت في مارس وأنتهت في يوليو عام 1952م

## قطع العلاقات مع حكومة فيشي
حدثت أزمة قطع العلاقات السياسية مع حكومة فيشي في عام 1942م في عهد وزارة حسين سري باشا، وكان قرار قطع العلاقات صادر من صليب سامي ويري بعض المؤرخين أن القرار كان بإيعاز من حسين سري نفسه، وترتب على هذا القرار أن فجر أزمة بين الملك فاروق وحكومة حسين سري، وفضل سامي تقديم استقالته متحملا المسئولية وليحل الأزمة بين الحكومة والملك ولكن هذا لم يكن حلًا وهكذا اضطرت الوزارة إلى أن تستقيل بالكامل في 4 فبراير. عمل صليب سامي بالمحاماة بعد قيام ثورة 23 يوليو واعتزل المحاماة في 3 مارس 1958م.